# Parafia św. Antoniego z Padwy w Chicopee
Parafia św. Antoniego z Padwy w Chicopee (ang. St. Anthony of Padua Parish) – parafia rzymskokatolicka  położona w Chicopee, Massachusetts, Stany Zjednoczone.
Jest ona jedną z wielu etnicznych, polonijnych parafii rzymskokatolickich w Nowej Anglii.
Nazwa parafii jest związana z patronem, św. Antonim z Padwy.
Ustanowiona w 1926 roku.
29 sierpnia 2009 r. Jego Ekscelencja Biskup Timothy McDonnell ogłosił, że kościół Narodzenia Najświętszej Maryi Panny i Najświętszej Marii Panny Wniebowziętej w dzielnicy Willimansett w Chicopee zostanie połączony z kościołem św. Antoniego z Padwy, tworząc nową parafię terytorialną dla Willimansett Sekcji Chicopee.